# Näsboholm
Näsboholm är en bebyggelse vid Åsundens östra strand i Marbäcks socken i Ulricehamns kommun. SCB avgränsade här 2020 en småort.